# Sarona aula
Sarona aula är en insektsart som beskrevs av Asquith 1994. Sarona aula ingår i släktet Sarona och familjen ängsskinnbaggar. Inga underarter finns listade i Catalogue of Life.